# Одаја Туркулуј (Дамбовица)
Одаја Туркулуј (рум. Odaia Turcului) насеље је у Румунији у округу Дамбовица у општини Матасару. Oпштина се налази на надморској висини од 173 m.

## Становништво
Према подацима из 2002. године у насељу је живело 1244 становника, од којих су сви румунске националности.